# 黒猫・白猫
黒猫・白猫（くろねこ・しろねこ、Black Cat, White Cat セルビア語: Црна мачка, бели мачор;  Crna mačka, beli mačor）は、エミール・クストリッツァの1998年の映画。セルビアのロマンティック・ブラックコメディ。日本公開は1999年8月。130分。
題名の「黒猫・白猫」はつがいのオス猫とメス猫で、単に時おり姿を見せるだけだが、物語の恋愛コメディ的な面を象徴している。ヤクザな父がヤクザの妹と結婚させようとするのを、息子とその恋人が打ち砕くコメディ。

## スタッフ
- 監督　エミール・クストリッツァ
- 脚本　ゴルタン・ミヒッチ
- 製作　カール・バウムガルトナー
- 製作総指揮　マクサ・チャトヴィッチ
- 編集　スヴェトリク・ミカザイッチ
- 衣裳　ネボイシャ・リパノヴィッチ
- 撮影　ティエリー・アルボガスト
- 音楽　ネレ・カライリチ、ヴォイスラフ・アラリカ、デーシャン・スパラヴァロ
- 美術　ミレンコ・イェレミッチ
- 録音　ネナド・ヴカディノヴィッチ
- 出演　バイラム・セヴェルジャン
- スルジャン・トドロヴィッチほか。

## あらすじ
ユーゴスラヴィアのとある田舎町。マトゥコ（バイラム・セヴェルジャン）は博打や儲け話に乗っては失敗し、父親のザーリェ（ザビット・メフメトフスキー）に見限られている。新興ヤクザのダダン（スルジャン・トドロヴィッチ）に貨物列車強奪計画を持ちかけるが失敗し、マトゥコは息子のザーレ（フロリアン・アイディーニ）をダダンの妹アフロディタ（サリア・イブライモヴァ）と結婚させる条件を飲む。
ザーレは出会った娘イダ（ブランカ・カティク）と恋仲になり、とうもろこし畑でセックスをする。結婚式当日、ザーリェは孫息子の結婚を憂い、死んでしまう。ザーレはアフロディタに式から脱出するよう促す。花嫁不在で式は大混乱、ダダンはザーレらの仕掛けのため便所の中に落ちてしまう。参列者総出の捜索が始まる。逃げるアフロディタは道中、ノッポの男に助けられる。運命を感じたふたりはその場で結婚を約束。実はこの男の祖父はジプシー世界を牛耳る“ゴッドファーザー”。ダダンはかつて彼の見習だったので、ふたりの仲に口出しできない。“ゴッドファーザー”はザーリェとも旧知の仲ということも幸いし、晴れて二組のカップルが誕生。死んだはずのザーリェも生き返り、孫のザーレにヘソクリを託してふたりを祝福するのだった。

## キャスト
- バイラム・セヴェルジャン　ならず者マトゥコ
- スルジャン・トドロヴィッチ　ヤクザのダダン
- フロリアン・アイディーニ　マトゥコの息子ザーレ
- サリア・イブライモヴァ　ダダンの妹アフロディタ
- ブランカ・カティク　ザーレの恋人